# Hill House (Helensburgh)
Pour les articles homonymes, voir Hill House.
Hill House en français : « La maison de la colline » est une maison situé à Helensburgh, en Écosse, conçue par le plus célèbre des architectes écossais du début du XXe siècle, Charles Rennie Mackintosh.
Cette demeure fut construite entre 1902 et 1904 pour le compte de l'éditeur Walter Blackie et sa famille. Elle associe deux styles architecturaux :
- le Scottish baronial style, un mouvement architectural néogothique ;
- le style Arts & Crafts, équivalent anglo-saxon de l'Art nouveau, dont Mackintosh était un des représentants.

En 1982, la maison a été cédée au National Trust for Scotland qui veille à son entretien.

## Histoire
Charles Rennie Mackintosh a 35 ans quand Walter Blackie l'embauche pour construire une maison sur un terrain lui appartenant et situé au haut d'une colline à Helensburg. Malgré son jeune âge, l'architecte possède déjà un solide métier. On lui doit notamment le réputé bâtiment de l'école des Beaux-Arts de Glasgow (détruit par un incendie en 2018).
En 1982, la maison a été donnée au National Trust for Scotland et est ouverte aux visiteurs. En 2017, il a été découvert que le revêtement extérieur était dans un état précaire, mettant en péril l'intégrité de l'ensemble du bâtiment. Comme solution temporaire, la Hill House a été recouverte d'un écrin poreux transparent, permettant une aération et un dessèchement moins rapide.

## Extérieur
Le revêtement extérieur est uniforme et grisâtre et se confond avec un ciel couvert. La construction est asymétrique. Les formes et le contour extérieur découlent de l'aménagement intérieur. La décoration extérieure est simple, l'accent étant mis sur le design intérieur. 

## Intérieur
La maison divise les fonctions domestiques et professionnelles. Blackie reçoit ses clients et gère ses affaires dans un bureau situé près de l'entrée. À l'étage, les chambres sont orientées vers le sud et bénéficient de la vue. Le mobilier a été conçu dans un souci de sobriété, ponctué de lignes épurées et de motifs nacrés. 

## Galerie

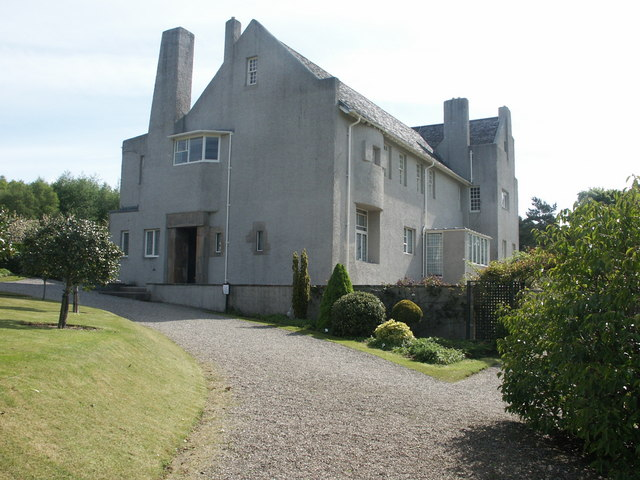
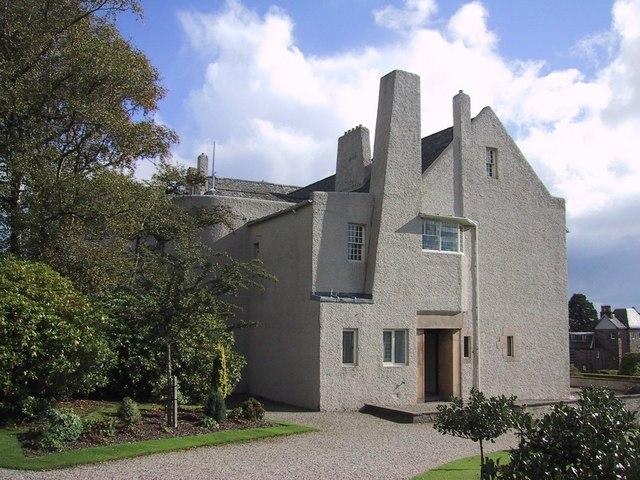
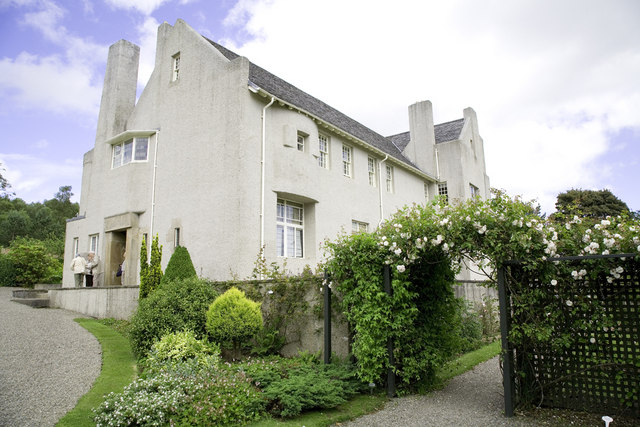
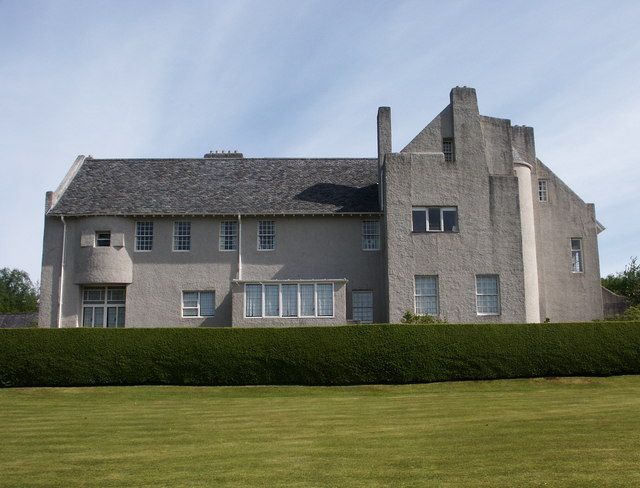
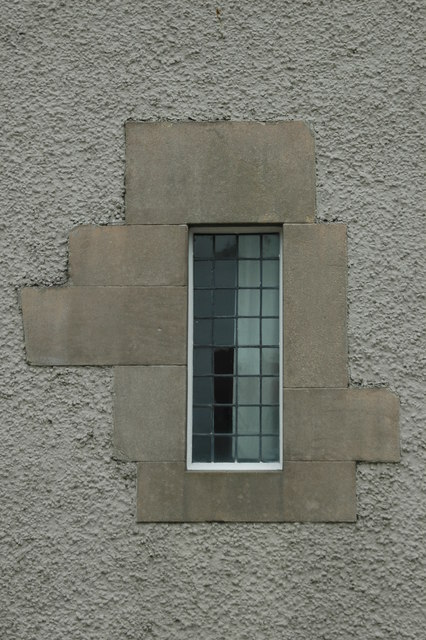
Détail d'une fenêtre
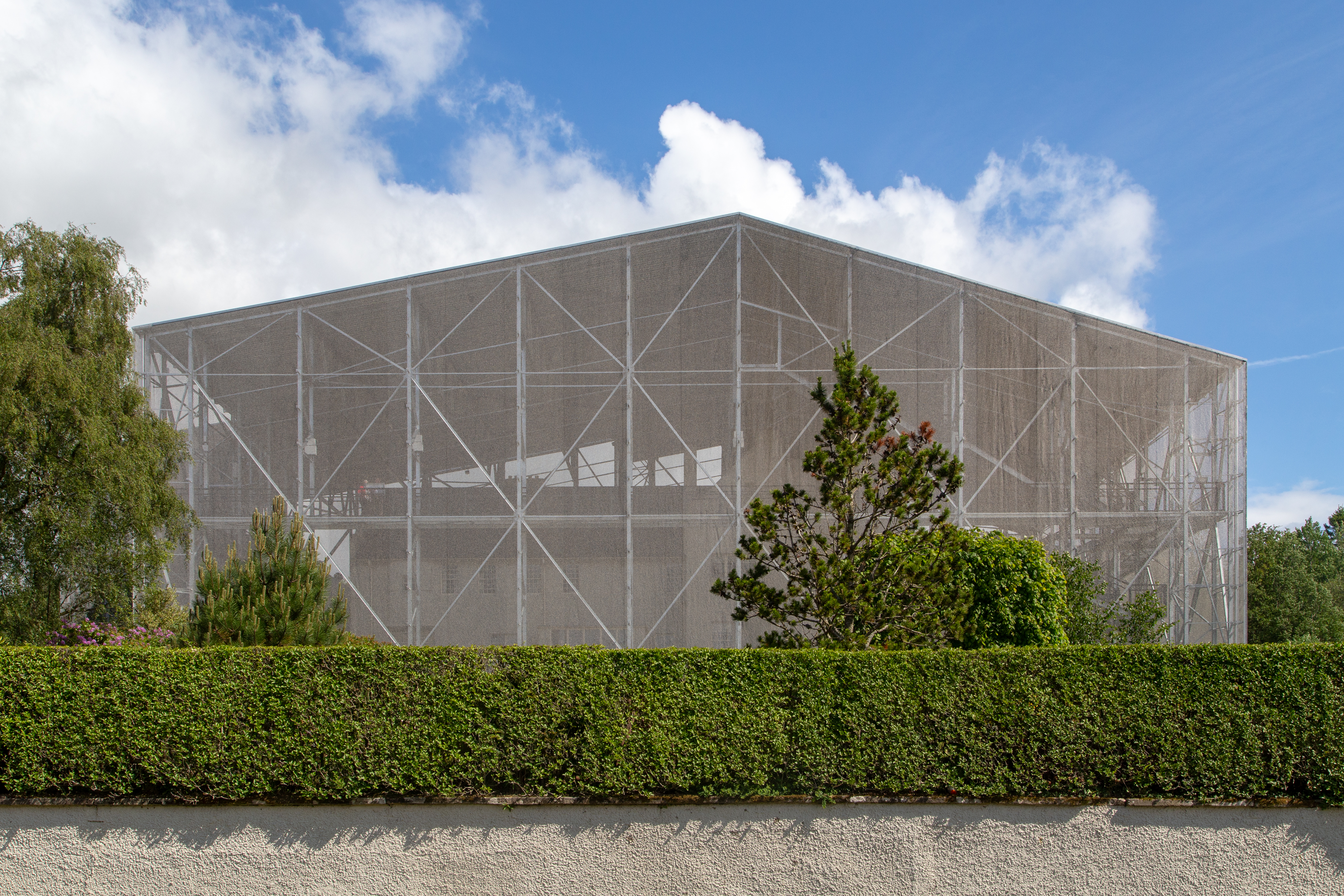
La maison recouverte de son écrin protecteur.